# Orthonops giulianii
Espèce
Orthonops giulianii est une espèce d'araignées aranéomorphes de la famille des Caponiidae.

## Distribution
Cette espèce est endémique de Californie aux États-Unis,. Elle se rencontre dans les comtés de Mono, d'Inyo, de Kern et de San Bernardino.

## Description
Le mâle holotype mesure 3,87 mm et la femelle paratype 5,33 mm.

## Étymologie
Cette espèce est nommée en l'honneur de Derham Giuliani (1931-2010).

## Publication originale
- Platnick, 1995 : A revision of the spider genus Orthonops (Araneae, Caponiidae). American Museum novitates, no 3150, p. 1-18 (texte intégral).